# Redwick (Anglia)
Redwick – wieś w Anglii, w hrabstwie ceremonialnym Gloucestershire, w dystrykcie (unitary authority) South Gloucestershire. Leży 15 km na północ od miasta Bristol i 176 km na zachód od Londynu.